# Gillo Dorfles
Angelo Eugenio Dorfles, dit Gillo Dorfles, né le 12 avril 1910 à Trieste (Autriche-Hongrie, actuellement en Italie) et mort le 2 mars 2018 à Milan, est un critique d’art, peintre et philosophe italien.

## Biographie
Gillo Dorfles naît à Trieste d'un père gorizien et d'une mère génoise. Dorfles est diplômé en médecine, complété d'une spécialisation en psychiatrie.
Il est professeur d'esthétique aux universités de Trieste, Milan et Cagliari. En 1948, il est cofondateur du MAC (Movimento Arte Concreta), avec les artistes Atanasio Soldati, Galliano Mazzon (it), Gianni Monnet et Bruno Munari. Ses peintures sont exposées dans deux expositions personnelles tenues à Milan en 1949 et 1950 et ainsi dans de nombreuses expositions collectives du MAC dans les années 1950.
En 1956, Dorfles cofonde l'ADI (Associazione per il Disegno Industriale).
Il reste en activité jusqu'à sa mort, le 2 mars 2018 à Milan, six semaines avant son 108e anniversaire.

## Publications (sélection)

### En italien
- Elogio della disarmonia: arte e vita tra logico e mitico, Nuova edizione, Milan, Skira, 2009
- L’intervallo perduto, Milan, Skira, 2006
- Le oscillazioni del gusto: l’arte oggi tra tecnocrazia e consumismo, Milan, Skira, 2004
- Nuovi riti, nuovi miti, Milan, Skira, 2003
- Artificio e natura, Milan, Skira, 2003
- Conformisti: la morte dell’autenticità, Rome, Castelvecchi, 2009
- Fatti e fattoidi: gli pseudoeventi nell’arte e nella società, Rome, Castelvecchi, 2009
- Horror pleni: la (in)civiltà del rumore, Rome, Castelvecchi, 2008
- Arte e comunicazione: comunicazione e struttura nell’analisi di alcuni linguaggi artistici, Milan, Mondadori Electa, 2009
- La (nuova) moda della moda, Milan, Costa & Nolan, 2008
- Lacerti della memoria: taccuini intermittenti, Bologne, Compositori, 2007
- Discorso tecnico delle arti, Milan, Marinotti, 2004
- Il divenire delle arti, Milan, Bompiani, 2002
- Simulacri e luoghi comuni, Naples, TempoLungo, 2002
- Ultime tendenze nell’arte d’oggi: dall’informale al neo-oggettuale, Milan, Feltrinelli, 2001
- Mode e modi, Milan, Mazzotta, 2010
- Il Kitsch: antologia del cattivo gusto, Edizione aggiornata, Milan, Mazzotta, 2010

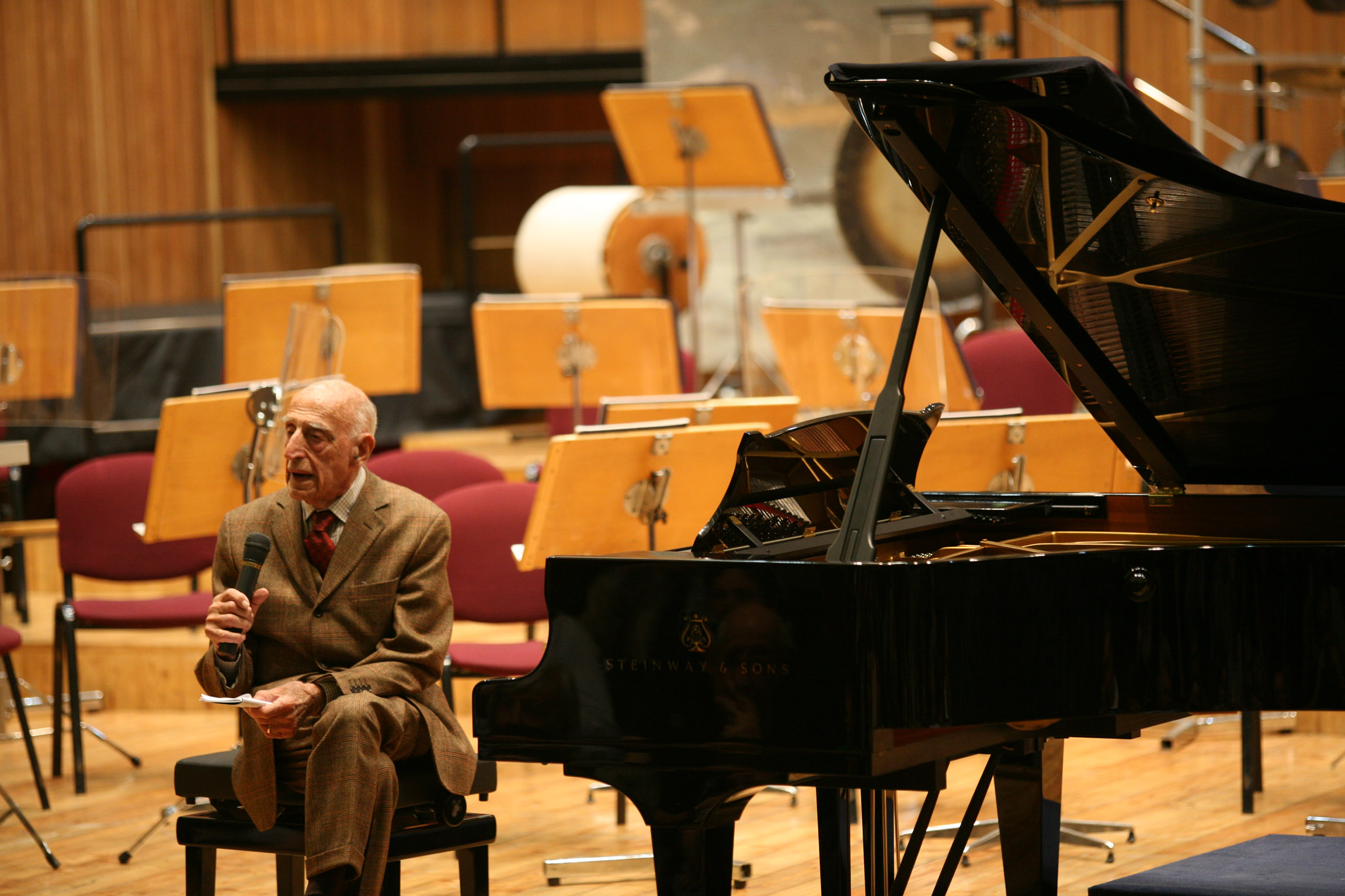
Gillo Dorfles en 2008

### En français
- Introduction à l'industrial design : langage et histoire de la production en série, trad. de Sylvie Deswarte et Jérôme Nobécourt, Paris, Castermann, 1974
- Mythes et rites d'aujourd'hui, trad. de H. J. Maxwell, Paris, Klincksieck, 1975
- Le kitsch : un catalogue raisonné du mauvais goût, trad. de Paul Alexandre, Bruxelles / Paris, Éditions Complexe / Presses universitaires de France, 1978
- L'Intervalle perdu, trad. de Marie-Thérèse Ketterer, Paris, Librairie des Méridiens, 1984

## Décorations
1re classe : ordre du Mérite de la République italienne / Chevalier grand-croix : Cavaliere di Gran Croce Ordine al Merito della Repubblica Italiana, proposé par le président de la République, 23 décembre 2015
 Médaille d'or du mérite de la culture et de l'art (it), Rome, 20 avril 2006